# CLARIN
CLARIN ist ein europäischer Forschungsverbund, der sich mit der Archivierung und Verarbeitung von Sprachdaten in der geistes- und sozialwissenschaftlichen Forschung beschäftigt und der die entsprechenden Technologien bereitstellt und entwickelt. Der Name CLARIN ist ein Acronym für die englische Bezeichnung Common Language Resources and Technology Infrastructure, zu Deutsch etwa ‚Gemeinsame Sprachdaten- und Technologie-Infrastruktur‘.
Der Verbund besteht zum einen aus Wissenschaftlern verschiedener Disziplinen, die CLARIN als Forum der gemeinsamen technologischen Entwicklung, des Austauschs von Daten und zur Information über gängige Standards und Verfahren für die langfristige Datenhaltung verwenden. Zum anderen ist CLARIN ein Zusammenschluss verschiedener Institutionen – Zentren – die der wissenschaftlichen Gemeinschaft entsprechende Dienstleistungen anbieten. Im europäischen Rahmen wird CLARIN als juristische Person durch das CLARIN Konsortium in Form eines ERIC vertreten und koordiniert. Der deutsche Teil des Forschungsverbundes ist CLARIN-D, der österreichische CLARIN-Austria.

## Ziele
Das Ziel von CLARIN besteht darin, für diejenigen Geistes- und Sozialwissenschaftler, die mit sprachbasierten Daten arbeiten, eine vernetzte Umgebung zur Verfügung zu stellen, die es erlaubt, Daten dauerhaft zu speichern (zu archivieren), zu verbreiten und wiederzuverwenden. Dies soll Forschungsprojekten eine Forschungsinfrastruktur zur Verfügung stellen. Durch den Austausch erhofft man sich Synergien, neue Forschungsfragestellungen und einen Erkenntnisgewinn und möchte zur Qualitätssicherung der Forschung beitragen.
Dies geschieht dadurch, dass Archive angeboten werden und Anleitungen und Hilfestellungen zur Archivieren, spezielle Suchmaschinen für Sprachressourcen und Analyse-Systeme (als Webanwendung) zugänglich macht.
Wenn jemand zum Beispiel alte Manuskripte digitalisiert hat, um die Sprachentwicklung zu untersuchen, können diese Manuskripte auch für Historiker von Interesse sein. Dazu ist es aber nötig, dass man die Manuskripte langfristig zugänglich erhält und sie auffindbar macht.

## Angebote
CLARIN bietet der wissenschaftlichen Gemeinschaft verschiedene Dienste – Services – an:
- Virtual Language Observatory[3], eine spezielle Suchmaschine für sprachbasierte Ressourcen, die über CLARIN zugänglich sind
- Archivdienste[4] (Depositing Services), die sprachbasierte Daten aus wissenschaftlichen Forschungsprojekten entgegennehmen
- Web-basierte Analysewerkzeuge[5] (Webservices), in denen computerlinguistische Werkzeuge für die akademische Gemeinschaft zur Verfügung gestellt wird.

Außerdem werden Anleitungen erstellt, Normen mit erarbeitet und implementiert und Forschern Hilfestellung bei der Archivierung von Daten geleistet, siehe z. B.

## Mitglieder
Im CLARIN ERIC sind folgende Staaten Mitglied:
- Bulgarien
- Bundesrepublik Deutschland (vertreten durch das BMBF)
- Dänemark
- Estland
- Finnland (seit November 2015)
- Frankreich (seit Februar 2017, Beobachter, vertreten durch National Center for Scientific Research (CNRS))
- Griechenland (seit Januar 2015)
- Italien
- Lettland (seit Juni 2016)
- Litauen (seit Oktober 2014)
- Niederlande
- Norwegen
- Österreich
- Polen
- Portugal (seit Februar 2015)
- Schweden (seit Oktober 2014)
- Slowenien (seit Mai 2015)
- Tschechische Republik
- Ungarn (seit August 2016).
- Vereinigtes Königreich (seit Juli 2015, Beobachter, vertreten durch den Arts and Humanities Research Council)

Als zwischenstaatliche Organisation ist die Niederländische Sprachunion Mitglied von CLARIN.
Als third party sind seit Februar 2017 die USA mit einem CLARIN-K Centre an der Carnegie Mellon University beteiligt.

## Rechtsform
Das CLARIN Konsortium ist als European Research Infrastructure Consortium organisiert, einer europäischen Rechtsform für Forschungsinfrastrukturen.

## Organisationsstruktur
Auf europäischer Ebene ist das CLARIN Konsortium organisiert:
- CLARIN Generalversammlung (General Assembly): Versammlung aller Mitglieder des CLARIN ERIC, vertreten durch die Bevollmächtigten der zuständigen Ministerien (ein Vertreter pro Land, jeder kann einen Fachvertreter hinzuziehen)
- CLARIN Vorstand (CLARIN Board of Directors): Ausschuss der Direktoren zur Koordination der Fachausschüsse, als Ansprechpartner und für die Verwaltung des ERIC, höchstes Beschlussfassende Gremium außerhalb der Generalversammlung. Mitglieder sind die von der Generalversammlung ernannten Direktoren und ex officio die Vorsitzenden des Forums der nationalen Koordinatoren und des ständigen Ausschusses der technischen CLARIN Zentren
- CLARIN Forum der nationalen Koordinatoren (National Coordinators' Forum): Ausschuss der nationalen Fachvertreter (ein Vertreter pro Land)
- CLARIN ständiger Ausschuss der technischen CLARIN Zentren (CLARIN Standing Committee of Technical Centers, Center Committee oder SCCTC): Ausschuss der Vertreter der verschiedenen CLARIN Zentren
- CLARIN Ausschuss wissenschaftlicher Berater (Scientific Advisory Board): Wissenschaftliches Beratergremium besetzt mit internationalen Experten, die nicht in CLARIN vertreten sind und die durch die Generalversammlung ernannt werden
- Weitere Ausschüsse und Beratergremien nach Bedarf. Derzeit gibt es Gremien zu rechtlichen Fragestellungen (CLARIN Legal Issues Committee, CLIC), Normen (CLARIN Standards Committee, Standards).

Die Verwaltung ist an der Universität Utrecht angesiedelt, wo der Stab des ausführenden Direktors (Executive Director) angesiedelt ist. Mitarbeiter aller Gremien, einschließlich des Stabes, können aus allen EU-Ländern kommen und von dort aus arbeiten.
Jedes Mitglied hat nationale CLARIN-Organisationen, die häufig als nationale Forschungsprojekte oder -verbünde organisiert sind. In Deutschland ist dies CLARIN-D, in Österreich CLARIN-Austria. Jedes Mitglied unterhält zudem mindestens ein CLARIN-Zentrum, das für Geistes- und Sozialwissenschaftler Repositorien für sprachorientierte Forschungsdaten und zum Teil weitere technologische Dienstleistungen zur Verfügung stellt.
Wissenschaftler aus der CLARIN-Gemeinschaft treffen sich zur jährlichen Konferenz (CLARIN Annual Meeting), zu der jedes Mitglied Experten entsenden darf. Dieses Treffen wird für die Ausschüsse verwendet und um sich gegenseitig über den Arbeitsstand und neue Entwicklungen zu informieren.